# Medalla d'Aixanti

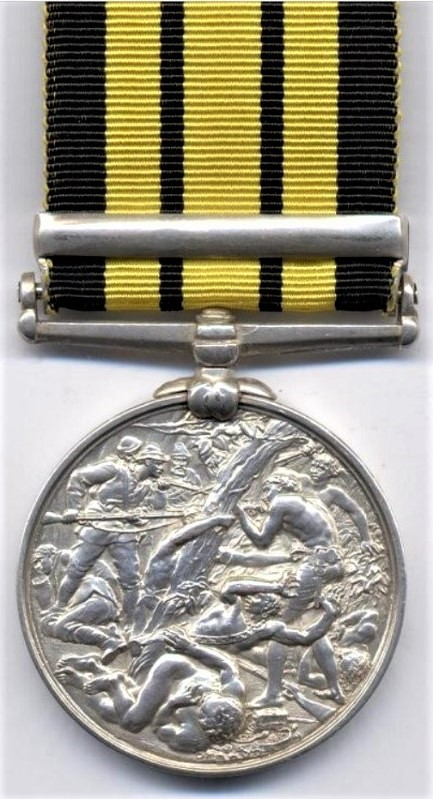
Revers de la medalla

La medalla d'Aixanti (anglés: Ashantee Medal) és una medalla de campanya britànica instituïda l'1 de juny de 1874. Va ser atorgada a les forces natives britàniques, colonials i aliades, sota el comandament del major general Sir Garnet Wolseley, que es van desplegar contra l'exèrcit del rei Aixanti Kofi Karikari, durant la Tercera guerra Anglo-Aixanti, de juny de 1873 a febrer de 1874.
Les forces presents incloïen un contingent de la Royal Navy que superava els 3.500 homes, dos batallons del Regiment de les Índies Occidentals i un batalló cadascun dels Royal Welch Fusiliers, els Black Watch i la Rifle Brigade.

## Descripció
La medalla és un disc de plata de 36 mil·límetres (1,4 polzades) de diàmetre.
Anvers: el cap velat i diademat de la reina Victòria i la inscripció VICTORIA REGINA, dissenyat per Leonard Charles Wyon.
Revers: una escena de lluita entre britànics i aixants a la densa jungla, inspirada en la campanya. El disseny, de Sir Edward Poynter, es va utilitzar més tard també al revers de la Medalla de l'Àfrica Oriental i Occidental i la Medalla de l'Àfrica Central.
Cinta: 31,7 mil·límetres (1,25 polzades) d'ample, amb groc amb vores negres i dues franges centrals negres estretes, igual que la medalla d'Àfrica oriental i occidental.
Denominació: el nom i la unitat del destinatari van ser gravats a la vora de la medalla en majúscules, en negre, juntament amb els anys 1873-4.

### Fermalls
COOMASSIE: atorgat als presents a la batalla d'Amoaful i a la presa de Coomassie (o Kumasi), la capital, i als que protegeixen les línies de comunicació al nord del riu Prah.
Els destinataris que més tard també es van qualificar per a la medalla de l'Àfrica Oriental i Occidental van rebre el fermall adequat per adjuntar-los a la seva medalla d'Aixanti existent